# Downbound Train
"Downbound Train" je pjesma Brucea Springsteena objavljena na albumu Born in the U.S.A. iz 1984.
Pjesma, koja govori o ostavljenom supružniku, snimljena je u ožujku i travnju 1982. u Power Stationu tijekom ranog snimanja za album. Kao i neke druge pjesme s albuma, uključujući  "Working on the Highway" i naslovnu pjesmu, i "Downbound Train" je prvotno snimljena u samostalnoj akustičnoj demoverziji namijenjenoj za album Nebraska.
Iako nije bila među sedam singlova objavljenih s albuma, pjesma je postala popularna na radijskim rock postajama orijentiranima na albume te na koncertima tijekom Born in the U.S.A. Toura. Do 2008. je izvedena 130 puta.
Springsteenov biograf Dave Marsh nazvao ju je "najslabijom pjesmom koju je Springsteen objavio od drugog albuma, ... nevjerojatno nemarnom ... Pet protagonistovih poslova u pet strofa samo su simptomi ovog problema."

## Vanjske poveznice
- Stihovi "Downbound Train" na službenoj stranici Brucea Springsteena